# Vincenzo Sofo
Vincenzo Sofo (Milano, 18 dicembre 1986) è un politico italiano, europarlamentare dal 2020 al 2024.

## Biografia
Nato a Milano nel 1986 da genitori calabresi, è laureato in Economia all'Università Cattolica del Sacro Cuore, per poi intraprendere un percorso lavorativo nella consulenza alle pubbliche amministrazioni.

### Attività politica
Dal 2007 al 2009 è stato responsabile giovanile de La Destra di Francesco Storace nel milanese.
Nel 2009 aderisce alla Lega Nord e co-fonda il think tank IlTalebano.com, diretto fino al 2017, attraverso il quale avvia una serie di iniziative culturali con il coinvolgimento di importanti figure intellettuali del panorama italiano con lo scopo di avvicinare il mondo leghista e quello della destra nazionale italiana, con la presenza ricorrente dell'allora eurodeputato e consigliere comunale di Milano Matteo Salvini. 
Nel 2011 viene eletto consigliere del Municipio 6 di Milano e alle elezioni amministrative del 2016 si candida al consiglio comunale di Milano, mancando tuttavia l'elezione. Nel mentre però Il Talebano diventa un organo centrale nel processo di trasformazione della Lega Nord in movimento nazionale attuato dallo stesso Salvini, nel frattempo diventato segretario federale del Carroccio: tra il 2014 e il 2018 Sofo organizza infatti molte iniziative per promuovere l'immagine del segretario nel centro-sud e aiutare il partito a far partire nei territori meridionali il progetto di Noi con Salvini, più tardi confluito direttamente nella casa madre della Lega per Salvini Premier.

#### Europarlamentare
Dalla Lega viene candidato alle elezioni europee del maggio 2019 nella circoscrizione Italia meridionale. Viene eletto al Parlamento europeo con 32.087 preferenze, ma è uno dei tre candidati italiani sospesi in attesa dell'uscita dei deputati inglesi per la Brexit. Si insedia ufficialmente all'Europarlamento il 1º febbraio 2020, aderendo al gruppo Identità e Democrazia.

#### Da Lega a Fratelli d'Italia
Il 18 febbraio 2021, in forte dissenso rispetto alla scelta di Salvini di entrare a far parte del governo Draghi, annuncia la fuoriuscita dalla Lega e aderisce a Fratelli d’Italia di Giorgia Meloni, entrando dunque a Bruxelles a far parte del Gruppo dei Conservatori e dei Riformisti Europei.
Nel maggio del 2024, in occasione delle elezioni europee, viene candidato nella lista di Fratelli d'Italia per la circoscrizione nord-occidentale. Ottiene oltre 8.000 preferenze e non risulta rieletto.

## Vita privata
Fidanzato dal 2017 con l'ex deputata dell'assemblea nazionale francese, allora vicepresidente del Fronte Nazionale, Marion Maréchal, nipote di Marine Le Pen, i due si sono sposati l'11 settembre 2021. La loro figlia Clotilde è nata il 10 giugno 2022. Il 16 agosto 2025 la coppia fu coinvolta in un grave incidente stradale in Calabria e rimase ricoverata in ospedale per diversi giorni.